# 猶他 (伊利諾伊州)
猶他（英語：Utah）是位於美國伊利諾伊州沃倫縣的一個非建制地區。該地的面積和人口皆未知。

## 地理
猶他的座標為40°59′03″N 90°29′16″W / 40.98417°N 90.48778°W，而該地的平均海拔高度為225米（即738英尺）。